# Trận Hadrianopolis
Trận Hadrianopolis (ngày 9 tháng 8 năm 378), còn được gọi là Trận Adrianopolis, là trận chiến giữa Quân đội La Mã do Hoàng đế Valens thân chinh thống lĩnh và quân nổi dậy Goth (phần lớn là người Therving cùng với người Greutungs, ngoại tộc Alans, và nhiều bộ tốc địa phương khác) do thủ lĩnh Fritigern chỉ huy. Được xem là một thảm họa đau đớn nhất của quân La Mã kể từ sau thời đánh Hannibal, trận đánh này diễn ra cách Hadrianopolis (ngày nay là Edirne ở phần thuộc châu Âu của Thổ Nhĩ Kỳ, gần biên giới với Hy Lạp và Bulgaria) 8 dặm (13 km) về phía Bắc, tại tỉnh Thracia của Đế quốc La Mã và kết thúc bằng một thắng lợi toàn diện của người Goth. Họ đã loại được Valens cùng với hàng vạn quân tướng La Mã ra khỏi vòng chiến, tận diệt quân lực La Mã. Sau đại thắng này, người Goth đã thiết lập khu định cư vững chắc ở mạn Nam sông Danube.
Là một trận đánh trong cuộc Chiến tranh Goth (376–382), chiến bại này trở thành một thảm kịch bất ngờ của người La Mã, và được xem là khởi điểm cho sự tàn lụi hoàn toàn của Đế quốc Tây La Mã vào thế kỷ thứ V. Một điều đáng bất ngờ, trận Hadrianopolis thực ra là cuộc giao chiến giữa quân Goth và quân Đông La Mã - đế quốc này về sau đứng vững được trước những đợt xâm lấn của quân Goth và phát triển cường thịnh. Song, chiến công của đội Kỵ binh Goth trong trận này cũng có thể được xem là một khởi điểm cho truyền thống quân sự Đức hào hùng, dù thực chất sự thảm sát đoàn quân La Mã trong trận thua to này vẫn không kinh hoàng bằng trận rừng Teutoburg năm xưa.

## Bối cảnh
Vào năm 376 SCN, do bị đe dọa bởi các cuộc xâm lược của người Hun, người Goth, dưới sự lãnh đạo của Alavivus và Fritigern, yêu cầu được phép định cư trong đế chế La Mã. Hy vọng rằng họ sẽ trở thành nông dân và binh lính, hoàng đế Valens cho phép họ định cư ở bên trong đế chế như là đồng minh (foederati). Tuy nhiên, trong một lần qua sông Danube (và vào lãnh thổ La Mã), sự không trung thực của các vị tướng ở địa phận tỉnh này, Lupinicus và Maximus đã khiến cho những người mới đến nổi dậy sau khi đã gặp nhiều khó khăn gian khổ. Valens sau đó đã yêu cầu Gratianus, vị hoàng đế phía Tây, gửi quân viện để giúp ông chiến đấu chống lại người Goth. Gratianus đã phái tướng Frigeridus cùng với quân tiếp viện, cũng như viên chỉ huy lực lượng cận vệ của ông ta, Richomeres. Trong hai năm liền trước trận Adrianople, đã có hàng loạt các trận chiến nổ ra mà không có chiến thắng rõ ràng cho cả hai phía.
Năm 378,Hoàng đế Valens đã quyết định tự mình nắm quyền chỉ huy. Valens sẽ đưa thêm quân từ Syria và Gratianus sẽ gửi thêm quân tới từ Gaul.
Valens đã rời Antioch để tới Constantinopolis, và đến nơi vào ngày 30 Tháng Năm. Ông bổ nhiệm Sebastianus, người mới đến từ Italy, tổ chức lại quân đội La Mã hiện có ở Thrace. Sebastianus đã chọn ra 2000 lính lê dương của mình và tiến quân về phía Adrianople. Họ đã phục kích một số đội quân Goth nhỏ. Fritigern sau đó tập trung các lực lượng người Goth tại Nicopolis và Beroe để đối phó với mối đe dọa này của người La Mã.
Gratianus đã phái một lượng lớn quân đội của mình tới Pannonia khi người Lentienses (một bộ phận dân Alamanni) tấn công qua sông Rhine. Gratianus buộc phải triệu hồi quân đội của ông để đánh bại người Lentienses gần Argentaria (gần Colmar ngày nay, Pháp). Sau chiến dịch này, Gratianus, với một phần của đại quân ông ta, đi về phía đông bằng thuyền, phần còn lại của đại quân tiến về phía đông theo đường bộ.
Sau khi biết được thành công của Sebastianus trước người Goth, và chiến thắng của Gratianus trước dân Alamanni, Valens đã quá nóng lòng có được một chiến thắng của riêng mình. Ông đã đem quân đội của ông từ Melanthias tới Adrianople, nơi ông đã tụ họp với lực lượng của Sebastian. Ngày 06 Tháng Tám, lính do thám bẩm báo cho Valens biết rằng có khoảng 10.000 người Goths đang hành quân hướng về Adrianople từ phía bắc, cách đó khoảng 25 km. Bất chấp địa hình khó khăn, Valens đã tới Adrianople nơi mà quân đội La Mã củng cố trại của mình với con mương và thành lũy.
Richomeres, vốn được Gratianus phái đến, đã mang theo một lá thư yêu cầu Valens nên chờ đợi sự xuất hiện của quân tiếp viện từ Gratianus trước khi tham gia vào trận chiến. Tướng lĩnh của Valens cũng khuyến cáo rằng ông nên chờ đợi Gratianus, nhưng Valens đã quyết định chiến đấu mà không cần chờ đợi.
Người Goth cũng đang theo dõi động thái của người La Mã, và vào ngày 08 Tháng 8,Fritigern đã phái một sứ giả tới đề xuất một nền hòa bình và một liên minh đổi lại là một số lãnh thổ La Mã. Chắc chắn rằng mình sẽ chiến thắng do lực lượng vượt trội hơn hẳn, Valens bác bỏ những đề nghị đó.

## Bố trí của quân La Mã

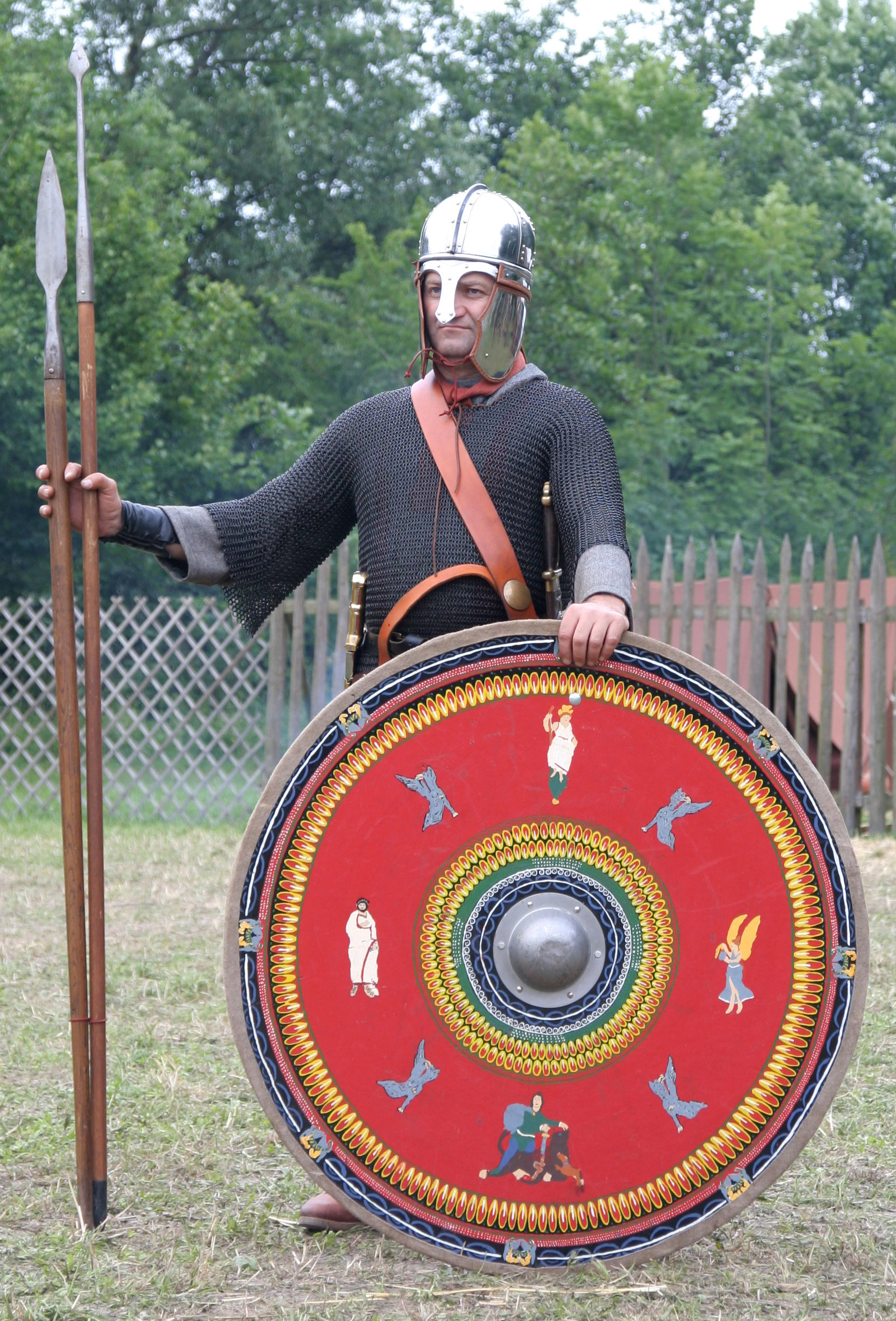
A re-enactor of a Roman soldier of the 3rd century A.D. Soldiers similar to this would have been used by the Romans.

Quân đội của Valens bao gồm các cựu chiến binh và những người lính vốn đã quen với chiến tranh. Nó bao gồm 7 quân đoàn - trong đó có Legio I Maximiana và đội quân trợ chiến hoàng đế - 700 đến 1000 lính mỗi đội. Kỵ binh bao gồm lực lượng mã cung thủ (sagittarii) và Scholae (cận vệ hoàng đế). Tuy nhiên, chúng vốn không phải được coi là lực lượng mấu chốt của quân đội và sẽ bỏ chạy với sự xuất hiện của kỵ binh Goth. Cũng có những phi đội kỵ binh Ả Rập, nhưng họ phù hợp hơn cho các cuộc giao tranh nhỏ hơn so với trận chiến với cường độ lớn.
Ammianus Marcellinus còn nhắc đến các lực lượng sau dưới sự chỉ huy của Valens:
- Đạo quân Lanciarii, và Mattiarii, lực lượng thứ hai này dường như là quân đồng minh. Tuy nhiên, mattiarii có thể chỉ lực lượng bộ binh trang bị chùy(Mattea tiếng Roman chỉ chùy)
- Một đạo quân của người Batavia, dường như họ đã được giữ làm lực lượng dự bị và đã bỏ trốn, đến từ một dẫn chứng là một comes tên là Victor cố gắng đem họ tham gia vào trận chiến nhưng không thể tìm thấy bọn họ.
- Scutarii(kỵ binh bảo vệ) và cung thủ. Một trong hai đạo hoặc cả hai đã nằm dưới sự chỉ huy của Bacurius người Iberia,những đạo quân này có thể là quân đội đồng minh phụ trợ từ Iberia (Georgia ngày nay) hơn là La Mã.

Shield pattern of the Germaniciani seniores, according to Notitia dignitatum.

Ông còn nhắc đến các vị tướng lĩnh sau:
- Ricimer (Richomeres), Vị comes gốc Frank chỉ huy Domestici của Gratian (quân đoàn cận vệ của hoàng đế vốn đóng trong cung đình) được phái đến hỗ trợ Valens trong năm 376. Ông đã đề nghị là được trở thành một con tin để tạo thuận lợi cho các cuộc đàm phán khi Equitus từ chối. Ông đã sống sót sau trận chiến.
- Sebastian, đến từ Italy trước đây, và rõ ràng đóng vai trò là một trong những tướng lĩnh của Valens. Tử trận trong trận chiến.
- Victor, tổng chỉ huy kỵ binh, một người có gốc Sarmatian.
- Equitius, một người họ hàng của Valens, Quan bảo dân và là một đại thần trong cung đình. Ông ta từ chối đóng vai trò làm con tin, vì ông ta đã từng là một tù nhân của người Goths ở Dibaltum và đã trốn thoát, và bây giờ sợ trả thù. Bỏ mạng trong trận chiến.
- Bacurius (phiên âm Latin của Bakur), một hoàng tử bản địa và có thể của Iberia, chỉ huy của cung thủ và/hoặc scutarii với Cassio, mà đã làm con tin cùng với Ricimer, những người đã tấn công khi chưa có lệnh.
- Traianus, dường như là chỉ huy các lực lượng La Mã trước khi Valens nắm quyền.
- Victor, vị comes dường như đã cố gắng để đưa đạo quân người Batavia dự bị tham chiến.
- Cassio, nắm quyền chỉ huy các cung thủ và/hoặc scutarii, cùng với Ricimer làm con tin.
- Saturninus, được cho là có thể đã sống sót bằng cách rút chạy.
- Valerianus,chỉ huy kị binh. Bị giết trong trận chiến.

### Quân số của quân Valens
Một số nhà sử học hiện đại đã ước tính quân số của quân đội Valens.

### Sách
- Alessandro Barbero (2007). The Day of the Barbarians: The Battle That Led to the Fall of the Roman Empire. ISBN 0802715710.
- Michael Maas, Readings in late antiquity: a sourcebook, Routledge, 2000. ISBN 0415159873.
- Hugh Chisholm, The Encyclopedia Britannica: a dictionary of arts, sciences, literature and general information, Tập 27, The Encyclopedia Britannica Co., 1911.
- Thomas S. Burns, Barbarians within the gates of Rome: a study of Roman military policy and the barbarians, ca. 375-425 A.D., Indiana University Press, 1994. ISBN 0253312884.
- Robert Michael Citino, The German Way of War: From the Thirty Years' War to the Third Reich, University Press of Kansas (November 2005), English. ISBN 0700614109.